# 南川柳
南川柳（学名：Salix rosthornii）为杨柳科柳属的植物，为中国的特有植物。分布在中国大陆的安徽、湖南、陕西、四川、贵州、江西、浙江、湖北等地，生长于海拔26米至3,600米的地区，常生于丘陵、平原及低山地的水旁，目前尚未由人工引种栽培。

## 别名
白溪柳（湖北兴山）

## 异名
- Salix dictyoneura Seem.
- Salix glandulosa Seemen var. stenophylla C. Wang et C. Y. Yu
- Salix rosthornii Seemen var. villosa C. F. Fang